# بخش ولز (شهرستان جفرسون، اوهایو)
بخش ولز (به انگلیسی: Wells Township) یک منطقهٔ مسکونی در ایالات متحده آمریکا است که در شهرستان جفرسون، اوهایو واقع شده‌است. بخش ولز ۷۰٫۲ کیلومتر مربع مساحت و ۲٬۸۳۵ نفر جمعیت دارد و ۲۸۰ متر بالاتر از سطح دریا واقع شده‌است.